# (3057) Mälaren
(3057) Mälaren es un asteroide perteneciente al cinturón de asteroides, descubierto el 9 de marzo de 1981 por Edward Bowell desde la Estación Anderson Mesa (condado de Coconino, cerca de Flagstaff, Arizona, Estados Unidos).

## Designación y nombre
Designado provisionalmente como 1981 EG. Fue nombrado Mälaren en homenaje al lago Mälar que se encuentra en Suecia.